# Józef Konrad Paczoski

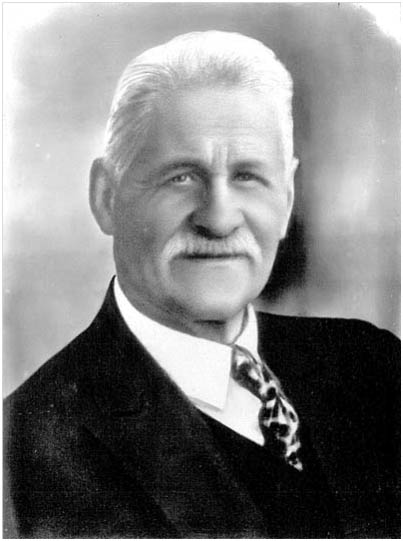
Józef Konrad Paczoski

Józef Konrad Paczoski, auch Josef, Joseph, Jozef Conradovich, Konradovich und Paczosky, Patschosky, Pachoski, Patschotsky, russisch Иосиф (Юзеф) Конрадович Пачоский (* 8. Dezember 1864 in Białogródka, Wolhynien, (Russland; heute Ukraine); † 14. Februar 1942 in Sierosław bei Posen) war ein russisch-polnischer Botaniker und Hochschulprofessor. Sein offizielles botanisches Autorenkürzel lautet „Pacz.“.

## Leben und Wirken
Paczoski studierte ab 1887 an der Universität Krakau und später an der Universität Kiew Botanik. Einflussreicher Lehrer in Kiew war der Botaniker Iwan Fjodorowitsch Schmalhausen.
Nach weiteren Studienaufenthalten in Sankt Petersburg und Lemberg gründete er an der Universität Posen das erste Hochschulinstitut für Pflanzensoziologie in Posen und gilt als Mitbegründer dieser Wissenschaft. Paczoski prägte auch den Begriff „Pflanzensoziologie“.

## Dedikationsnamen
Eine Reihe von Pflanzenarten wurden nach Paczoski benannt, darunter:
- Allium paczoskianum Tuzson
- Centaurea paczoskyi Kotov ex Klokov
- Hieracium paczoskianum Sennikov
- Jurinea paczoskiana Iljin
- Pyrethrum paczoskii Zefirov
- Tanacetum paczoskii (Zefirov) Tzvelev
- Carex paczoskii Zapal.
- Lamium paczoskianum Vorosch.
- Chamaecytisus paczoskii (Krecz.) Klásk.
- Cytisus paczoskii Krecz.
- Onobrychis paczoskiana Kritska
- Gagea paczoskii (Zapal.) Grossheim
- Corydalis paczoskii Busch
- Papaver paczoskii Mikheev
- Pistolochia paczoskii (N.Busch) Soják
- Veronica paczoskiana Klokov

## Schriften
- 1927 – Flora polska : Rośliny naczyniowe Polski i ziem ościennych. Dwuliścienne wolnopłatkowe: dwuokwiatowe. Mit Władysław Szafer, Marian Raciborski, Bogumił Pawłowski, und  Stanisław Kulczyński. Kraków:Polska Akademja Umiejętności.
- 1928 – Roślinność Puszczy Białowieskiej = La végétation de la Forêt de Białowieża. Varsovie.
- 1928 – Biologiczna struktura lasu. Sylwan.
- 1929 – Lasy Bośni = Die Wälder Bosniens; Lwów:Polskie Towarzystwo Leśne.
- 1930 – Lasy Białowieży.Państwowa Rada Ochrony Przyrody.Poznań:Monografje Naukowe.
- 1930 – Obszerna monografia przyrodnicza jeszcze sprzed formalnego utworzenia Parku.
- 1930 – Lasy Białowieży. Warszawa:Mon. Nauk.
- 1933 – Podstawowe zagadnienia geografji roślin. Poznań:Bibl. Botaniczna.
- 1935 – Piętrowość lasu. Poznań:Bibl. Botaniczna.